# Hitdorf
Hitdorf is een deelgemeente van de Duitse stad Leverkusen in de deelstaat Noordrijn-Westfalen.

## Locatie
De deelgemeente ligt aan de Rijn en de Sint-Stefanuskerk kan hier worden gezien. In het zuidwesten begrenst Hitdorf de Rijn, in het zuidoosten grenst het aan Mondheim am Rhein een stadsdeel van Leverkusen. De grens met Langefeld ligt iets ten noordoosten van Hitdorf. Hitdorf heeft vanwege zijn ligging aan de Rijn kans op overstromingsgevaar, daardoor is er dijk.

## Geschiedenis
De gemeente is ontstaan in de 10e eeuw en werd in 1960 bij Leverkusen gevoegd.